# VARAgids
De VARAgids is een televisiegids van de Nederlandse publieke omroep BNNVARA. Het tijdschrift, dat wekelijks verschijnt, bestaat voor de helft uit aankondigingen van televisie- en radioprogramma’s, films en aanbod van andere mediakanalen, bijvoorbeeld streamingzenders als Netflix. De andere helft bestaat uit journalistieke artikelen over (populaire) cultuur, actualiteit, sport, entertainment, geschiedenis, kunst en muziek, gekoppeld aan het media-aanbod.

## Geschiedenis
De VARAgids werd in 1928 voor het eerst uitgegeven als officiële programmagids van de V.A.R.A.: de Vereeniging van Arbeiders Radio Amateurs, de toen drie jaar oude omroep voor de emanciperende arbeidersbeweging.
In de jaren zestig was Blondje (Blondie), een strip van de Amerikaanse stripauteur Chic Young, een vast onderdeel van de programmagids. Blondje was een blonde vrouw die getrouwd was met een sullige man genaamd Desiderius. Omdat deze strip rolbevestigend was en daardoor niet thuishoorde in de VARA-cultuur, werd deze na een aantal jaren uit de gids verwijderd.
In maart 1988 werd de titel gewijzigd in VARA TV Magazine, om te benadrukken dat het blad meer een tijdschrift was dan een programmagids alleen.
Op 1 oktober 1994 verscheen voor het eerst de rubriek Buis & Haard, waarin bekende Nederlanders en hun partner hun favoriete tv-programma's toelichten. Bij het interview wordt een foto geplaatst van het koppel thuis. Die blijkt al snel de crux van de rubriek: het voyeuristische element werkt zo goed, dat het beeld meer ruimte in beslag gaat nemen dan het geschreven interview. Buis & Haard is inmiddels een van de langstlopende tijdschriftrubrieken van Nederland en geldt volgens velen, onder wie tijdschriftexpert Rob van Vuure, als de beste. Het Nederlands Instituut voor Beeld en Geluid opende in 2014 een permanente expositie rondom Buis & Haard.
In september 2008 veranderde de naam terug in VARAgids na een vormvernieuwing, met uitbreiding van de beschrijvingen van de beschikbare programma’s van andere (digitale) zenders.
In oktober 2009 reikte het blad voor het eerst de Sonja Barend Award uit, een vakprijs voor het beste interview van het afgelopen televisieseizoen. De bedenker was de latere hoofdredacteur Roy van Vilsteren, die de prijs vernoemde naar VARA-presentatrice Sonja Barend, de 'koningin van de talkshow'. Barend reikt jaarlijks de prijs uit, maar maakt geen deel uit van de vakjury. Matthijs van Nieuwkerk won in 2009, waarna onder anderen Twan Huys, Jeroen Pauw, Janine Abbring en Eva Jinek zouden volgen.
Tot 2011 had Sander van de Pavert als Lucky TV een satirische column die regelmatig stof deed opwaaien. Zo werd presentator Ron Boszhard in juni 2011 afgebeeld als de Servische oorlogsmisdadiger Ratko Mladić, zogenaamd omdat hij altijd al eens op de foto wilde als Mladić. Boszhard spande met zijn werkgever, de TROS, een zaak aan tegen de VARAgids die door hem werd gewonnen. De rechtbank van Amsterdam oordeelde op 16 juni 2011 dat 'er geen enkele aanleiding is de heer Boszhard te associëren met de persoon van Ratko Mladic' en bepaalde dat de VARAgids een rectificatie moest plaatsen en de proceskosten diende te betalen.
In 2012 werd de VARAgids genomineerd voor Tijdschrift van het Jaar, een categorie van de jaarlijkse tijdschriftvakprijzen, de Mercurs. Juryvoorzitter Rob van Vuure noemde de VARAgids 'een lekker mediaweekblad, De Wereld Draait Door op papier' en oordeelde dat het blad 'zich heeft getransformeerd van tv-gids naar tijdschrift'. De prijs ging echter naar het vrouwenblad JAN. In 2013 won de VARAgids de Mercur in de categorie Cover van het Jaar. Op de winnende voorpagina, die verwees naar een artikel over de gewonnen EK Voetbal-finale van 1988, was de commentaartekst van de EK-finale afgedrukt in het patroon van het karakteristieke Oranje-shirt van dat jaar. In 2016 werd de VARAgids genomineerd voor Magazine van het Jaar.

## Medewerkers anno 2024
Vaste columnisten zijn de bekende Nederlanders Özcan Akyol, Claudia de Breij, Sinan Can, Mart Smeets en Youp van 't Hek. Onder de auteurs die regelmatig of sporadisch een bijdrage leveren bevinden zich Ronald Giphart, Herman Brusselmans, Kamagurka, Marcel van Roosmalen, Gijs Groenteman, Nathalie Huigsloot, Arno Kantelberg, Daan Heerma van Voss, Nick Muller, Guuz Hoogaerts, Eric van Onna, Peter Kee, Robert Gooijer, Roger Abrahams, Norbert Pek, Clementine van Wijngaarden en Joris Henquet.

## Oplagen
Totaal betaalde gerichte oplagen volgens het HOI, Instituut voor Media Auditing:
- 1970: 493.614
- 1990: 545.024
- 2000: 503.573
- 2004: 460.385[3]
- 2006: 398.705[4]
- 2007: 378.424[5]
- 2011: 287.499[6]
- 2012: 264.722[7]
- 2016: 175.843
- 2017: 174.589
- 2018: 160.912
- 2019: 149.205
- 2020: 135.107
- 2021: 127.628
- 2022: 114.676
- 2023: 97.520

Avrobode ·
Family7 Magazine ·
KRO Magazine · 
MAX Magazine · 
Mikro Gids · 
NCRV-gids · 
Televizier · 
Totaal TV · 
TrosKompas · 
TV Krant · 
TVFilm · 
VARAgids · 
Veronica Superguide · 
Visie · 
VPRO Gids